# الحياة البرية فى سوريا
النباتات والحيوانات تمثل الحياة البرية في سوريا وهي دولة تقع في الطرف الشرقي من البحر الأبيض المتوسط. وإلى جانب ساحلها تتمتع البلاد بسهل ساحلي وسلاسل جبلية في الغرب ومنطقة سهلية شبه قاحلة في وسط البلاد وتغطى معظم مساحة البلاد ومنطقة صحراوية في الشرق. كل من هذه المناطق لديها الحيوانات والنباتات المميزة الخاصة بها.

## الجغرافيا

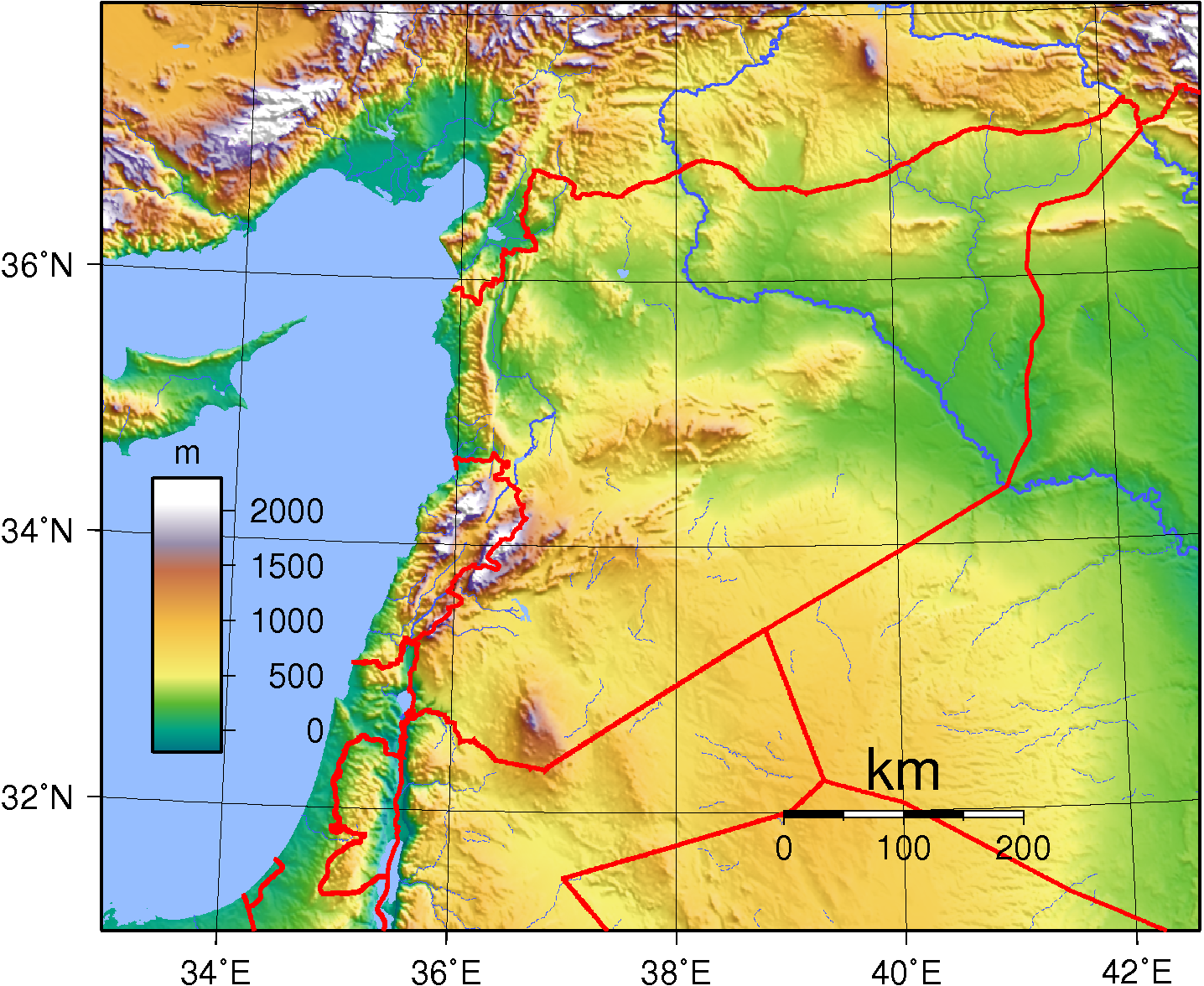
خريطة طبوغرافية لسوريا.

تقع سوريا في الشرق الأوسط عند الطرف الشرقي للبحر الأبيض المتوسط. تحدها تركيا من الشمال وتقع لبنان والأراضى المحتلة الفلسطينية في الجنوب الغربى والأردن من الجنوب والعراق من الشرق. تتكون التضاريس من سهل ساحلي ضيق في الغرب يرتفع إلى سلسلة جبال سوريا الساحلية التي تسير بالتوازي مع الساحل. في الجنوب عند فتحة حمص وهو ممر جبل يفصل بين جبال سوريا وجبال لبنان وهي تمثل الحدود الطبيعية التي تفصل سوريا عن لبنان. في اتجاه الشرق توجد منطقة كبيرة من الأراضى الصحراوية والبادية في وسط البلاد. ويقسم سوريا إلى شطرين نهر الفرات الذي تم بناء سد عليه في عام 1973 مما أوجد بحيرة الأسد وهي أكبر بحيرة في سوريا. وفي شرق وجنوب البلاد توجد الصحراء السورية وفي أقصى الجنوب جبل الدروز.
تتمتع الجبال الساحلية والساحل بمناخ البحر الأبيض المتوسط. حيث الشتاء معتدل ورطب مع ما يصل إلى 1000 مم (40 بوصة) من الأمطار السنوية والصيف من مايو إلى أكتوبر ويتميز بأنه حار وجاف. وبالابتعاد عن الساحل نحو داخل الأراضى السورية تنخفض مستويات هطول الأمطار بصورة كبيرة حيث متوسط هطول الأمطار ما بين 250 إلى 500 ملم (10 إلى 20) على السهوب وأقل من 130 ملم (5 في) في الصحراء. هناك أيضًا اختلاف كبير بين درجات الحرارة العظمى والصغرى في الداخل، حيث يحدث الصقيع أحيانًا في الليل وترتفع درجات الحرارة إلى 45 درجة مئوية (113 درجة فهرنهايت) في النهار في الصيف.

## النباتات

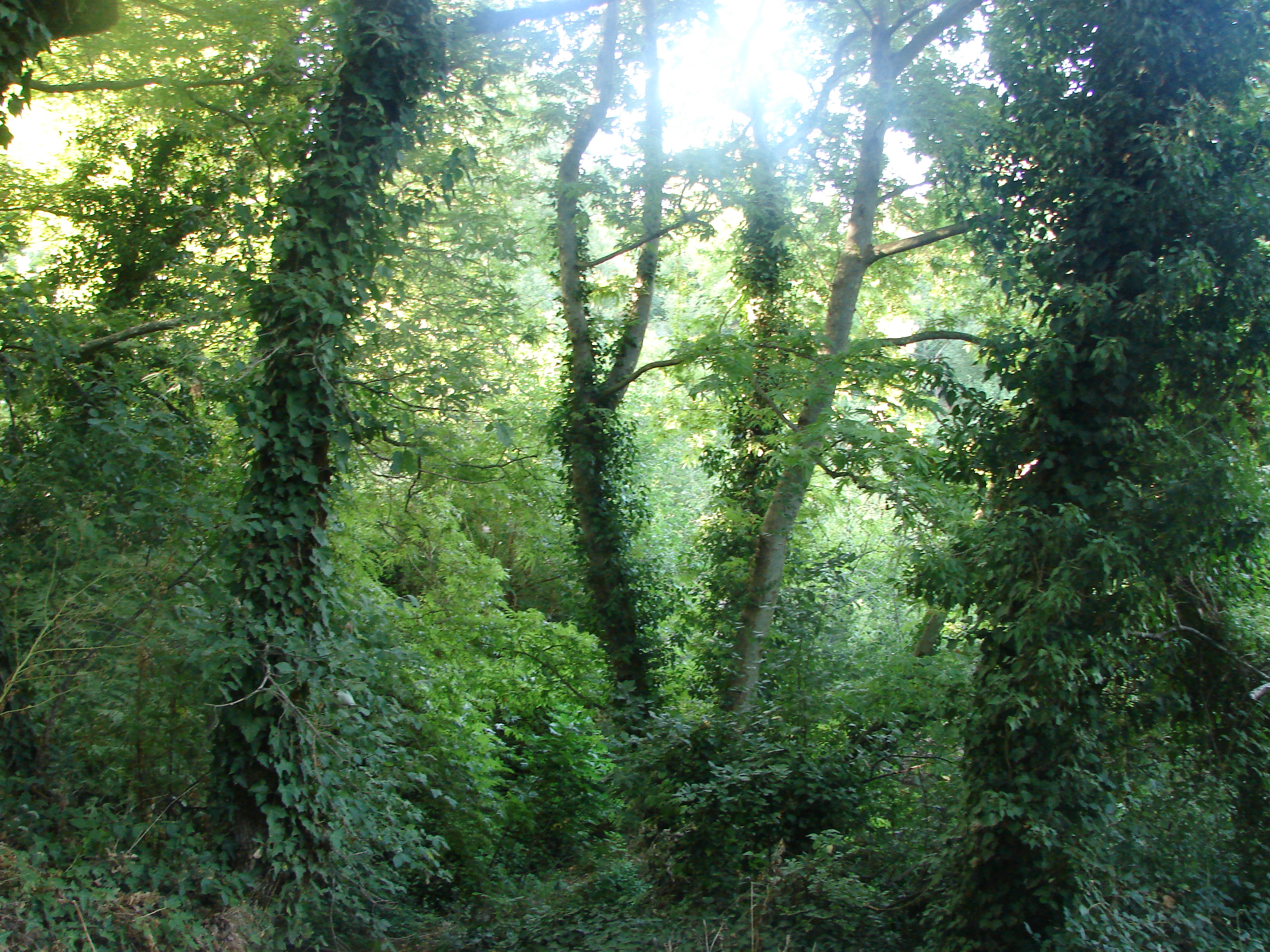
غابة البطار بالقرب من طرطوس.

تم تسجيل حوالي 3.100 نوع من النباتات المزهرة في سوريا بالإضافة إلى حوالي 112 من عاريات البذور. يمكن اعتبار البلاد على مفترق طرق بين مناطق النباتات المختلفة والنباتات تحت تأثير تأثير مناخ من ثلاث قارات هي أوروبا وآسيا وأفريقيا. دفعت العصور الجليدية بعض أنواع النباتات إلى الجنوب وعندما تم تحسين المناخ تركزت بعض الأنواع في المناطق الجبلية في تركيا وسوريا ولبنان. وتؤدي الرياح الغربية السائدة إلى زيادة هطول الأمطار بالقرب من الساحل ويختلف الغطاء النباتي الموجود على الجانب الغربي من سلاسل الجبال الساحلية عن ذلك الموجود على الجانب الشرقي الذي يختلف مرة أخرى عن سلاسل الجبال الداخلية ومرة أخرى من النباتات المقاومة للجفاف التي تنمو على الهضبة الشرقية.

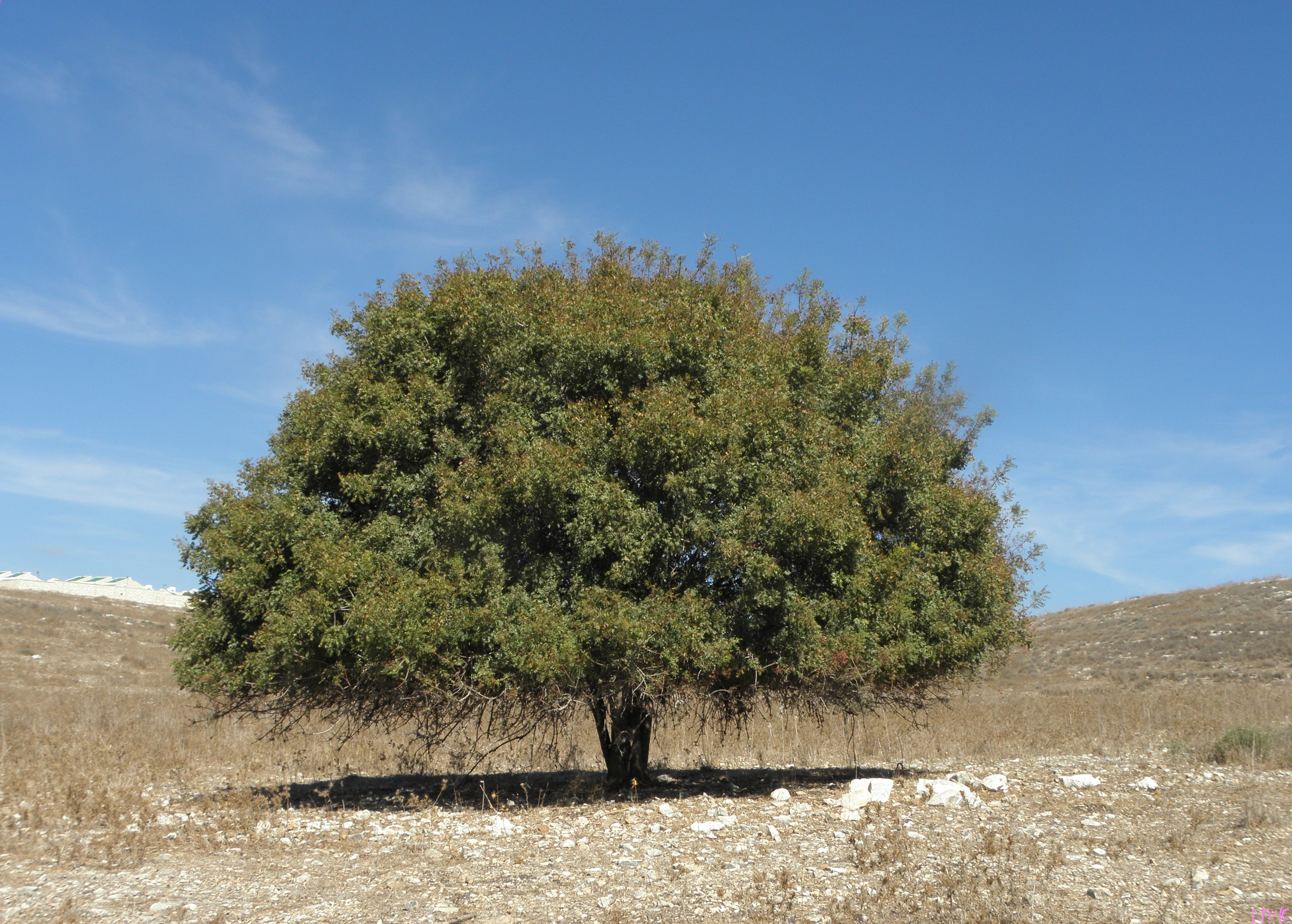
شجرة البطم الفلسطيني في إحدى المناطق الشبه جافة.

في غرب البلاد توفر فصول الشتاء الرطبة المعتدلة والصيف الحار ظروفًا مثالية لغابات شرق المتوسط ذات الصنوبريات المكسوة بالطحالب في المنطقة والتي تشمل أشجار البلوط دائمة الخضرة وأشجار الصنوبر في حلب وغيرها من الصنوبريات. حيث تمت إزالة الأشجار للحصول على الأخشاب. تنتشر شجيرات مثل الماكويس وجرجيو في المناطق الجيرية. في بداية القرن العشرين غطت الغابات حوالي ثلث مساحة البلاد ولكن بعد مائة عام انخفت هذه المساحة إلى حوالي 3 ٪. أما الغطاء الحرجي المتبقي فهو في الغالب في سلسلة جبال سوريا الساحلية ويتألف من أشجار شائكة وأوراق لامعة مثل: الشمشاد دائم الخضرة والآس والبروم والبطم الفلسطيني وشجر الفراولة والزيتون البري. النباتات الموجودة في المناطق شبه القاحلة والقاحلة تشمل النباتات البصلية مثل الزنبق والبوقية والعِصْفَلْدِين الأصفر والزعفران والسوسن والعنصل البحري، بروق صيفي، خشخاش منثور، خبازة صغيرة الأزهار، لسان الحمل البيضوي، نبق لسان الحمل القرني، زفيزف لوطسي، قرصعنة بحرية. تنبت شجرة البطم الفلسطيني في المناطق شبه القاحلة وهي مصدر تقليدي لزيت التربنتين. وشجيرات الروثا الدودية التي تتجدد مع أقل من 70 مم (2.8 بوصة) من الأمطار وتوفر علفًا جيدًا للماشية 

## الحيوانات

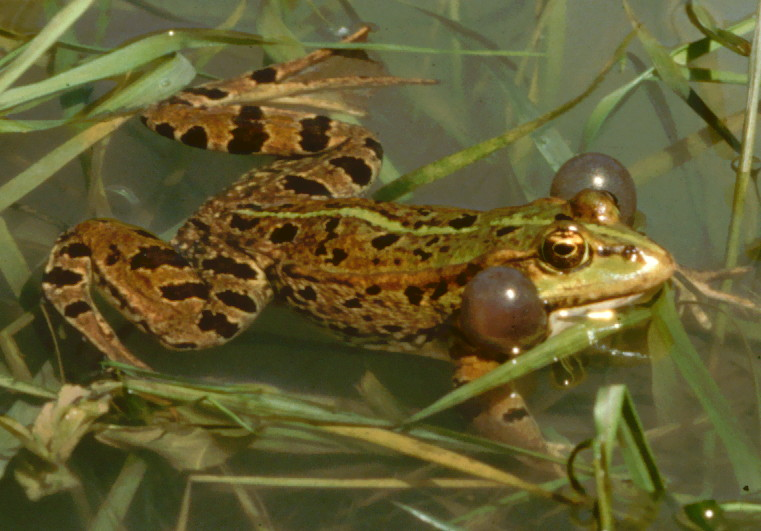
جزاع اخضر في نهر بردى بمنطقة جديدة الوادي في ريف دمشق

تمتلك سوريا حيوانات متنوعة مع 125 نوعًا من الثدييات و 394 من الطيور و 127 من الزواحف و 16 من البرمائيات و 157 نوعًا من أسماك المياه العذبة المسجلة في البلاد. وأثرت الأنشطة البشرية على التنوع البيولوجي للحيوانات. كان الفهد الأسيوى والأسد الآسيوي والببر القزويني والنمر موجودان لكنهما اختفيا من البلاد وكذلك الدب البني والذئب الرمادي هما الأكبر الحيوانات آكلة اللحوم المتبقية. كما يوجد أيضا الثعلب الأحمر والضبع المخطط وابن آوى الذهبي والنمس المصرى وابن عرس وغرير العسل والغرير أوروبى والثعلب الأوروبى. يتم تمثيل عائلة القط من قبل عناق الأرض وقط الغاب والقط الرملي والقط البرى. تشمل حيوانات الرعي غزال الجبال وغزال الريم واليحمور الأوروبى والماعز البري والوعل النوبي والمها العربي. هناك أيضا الوبر الصخرى والقنافذ والأرانب والخفافيش. وتشمل الأنواع العديدة من القوارض مثل السناجب واليربوع والزغبية والهامستر والعضلان والجرد والفأر الشوكى.
تم تسجيل عشرة أنواع من الحيتان قبالة الساحل السورى وكذلك فقمة البحر الأبيض المتوسط المهددة بالانقراض. في بعض الأحيان نرى أربعة أنواع من السلاحف وأكثرها شيوعًا السلاحف البحرية الضخمة الرأسية ونحو 295 نوعًا من الأسماك البحرية تم تسجيلها في سوريا.
من بين ما يقرب من أربعمائة نوع من الطيور المسجلة في البلاد فإن الكثيرين هم الطيور المهاجرة ولا سيما في السلاسل الجبلية الساحلية ووادي الفرات والبحيرات المالحة الموسمية التي تتشكل في المناطق القاحلة. وتعتبر سبخة الجبول محمية طبيعية في إحدى هذه البحيرات المالحة وتتكون عن طريق هجرة أعداد كبيرة من النحام الأكبر. وتشمل طيور التكاثر المهددة بالانقراض بضعة أزواج من طيور أبو منجل الأصلع الشمالية في شمال البلاد، والعويسق الأقل حجماً والحبارى الكبرى. وتشمل الأنواع الأخرى مرعة الغيط والبجع الدلماسي والبط الأبيض والعقاب الملكى الشرقى.